# Биютишки (Ошмянский район)
Биютишки (бел. Бію́цішкі) — деревня в Ошмянском районе Гродненской области Белоруссии. Входит в состав Борунского сельсовета.

## География
Ближайшие населённые пункты Антоново, Личиняты, Трасеченяты и др.
Рядом дорога Р-95.

## Этимология
Упоминается как "Byuttiskin" в немецком "Описании литовских дорог" XIV века, как поселение около Крево.
Название происходит от балтско-литовского антропонима Bijutis, от него же Биюти в Поставском районе. От того же корня Bij- тоже Биейки в Браславском районе. Корень связан с лит. bijoti "бояться". Такое имя или отражало поведение младенца перед приданием имени, или несло апотропеическую (оборонительную) функцию.

## История
В 1905 году в Ошмянском уезде Гольшанской волости Виленской губернии.
До 17 января 1969 года деревня входила в состав Куцевичского сельсовета.

## Население

### Численность
- 2019 год — 54 человек

### Динамика
- 2009 год — 84 человек (перепись населения)[4]
- 2019 год — 54 человек (перепись населения)